# 53-as metróvonal (Amszterdam)
Az 53-as metróvonal az amszterdami metró egyik metróvonala, a Centraal Station és a Gaasperplas állomások között. A pálya 11,7 km hosszú és 14 megállóból áll. A Central Station állomástól kezdve Spaklerwegig az 51-es és az 54-es vonalakkal fut együtt, ahol az 51-es metró leválik a másik kettőről. Ezt követően még egy állomás erejéig egy pályán működik az 54-essel és a Van der Madeweg megállóban átmenetileg az 50-es metróvonallal is érintkezik.

## Állomások
| Perc (↓) | Állomás           | Perc (↑) | Átszállási kapcsolatok |
| -------- | ----------------- | -------- | --- |
| 0        | Centraal Station  | 23       | · 1, 4, 14, 18, 21, 22, 43, 48, 305, 306, 314, 316, 391, 394, 891, N23, N47, N57, N81, N82, N83, N84, N85, N86, N87, N88, N89, N91, N92, N93, N94, N97 · 2, 4, 12, 13, 14, 17, 24, 26 · IC121, IC123, IC125, IC127, IC129, IC141, IC143, IC145, IC147, IC149, IC221, IC225, IC241, IC243, IC245, Intercity, Intercity Direct, Sprinter, Nightjet, Thalys, Eurostar · F3, F4, F5 |
| 1        | Nieuwmarkt        | 21       | |
| 3        | Waterlooplein     | 20       | N85, N86, N87, N87, N89, N91, N93 14 |
| 4        | Weesperplein      | 18       | N85, N86 1, 7, 19 |
| 6        | Wibautstraat      | 16       | N86, N86 |
| 8        | Amstel            | 14       | · 37, 40, 62, 65, 245, , 320, 322, 327, N22, N85 · 12 · Intercity, Sprinter |
| 9        | Spaklerweg        | 13       | N85 |
| 12       | Van der Madeweg   | 11       | N85 |
| 14       | Venserpolder      | 7        | |
| 15       | Diemen Zuid       | 6        | 44, N87 · Sprinter |
| 17       | Verrijn Stuartweg | 4        | |
| 18       | Ganzenhoef        | 3        | 41, 66, N87 |
| 20       | Kraaiennest       | 1        | 41, 47, 49, 200, 271, 300, N85, N87 |
| 22       | Gaasperplas       | 0        | 47, 49, 200, 271, 300, N85 |

## Járatok
| Időszak                                          | Járatok gyakorisága |
| ------------------------------------------------ | ------------------- |
| Csúcsidő                                         | 10 percenként       |
| 7:00 előtt, 20:00 után és hétvégén 10:00-ig      | 15 percenként       |
| Délután 20:00-ig és hétvégén 10:00 után          | 12 percenként       |
| Nyári napi csúcsidő                              | 12 percenként       |
| Nyári reggeli csúcsidő, késő délután és hétvégén | 15 percenként       |